# The Forger (2011)
The Forger (Brasil: O Falsificador ) é um filme de drama estadunidense de 2011 dirigido por Lawrence Roeck.

## Enredo
Joshua Mason (Josh Hutcherson) é um problemático de 15 anos de idade que encontra-se abandonado por sua mãe em um motel em Carmel-by-the-Sea. Quando o gerente do motel descobre a situação, Joshua foge. Uma assistente social, Vanessa Reese, visita o gerente e ele explica que não viu a mãe do menino há algum tempo e mostra o quarto do garoto, onde ele fez pinturas artísticas nas paredes, espelho e teto. Joshua, enquanto isso, vagueia pela cidade e conversa com uma garota, Amber, através de uma cerca do pátio da escola. Um dos professores da faculdade repreende Amber por não voltar para a escola e a agarra pelo braço para levá-la ao escritório do diretor. Joshua escala a cerca para o confrontar o professor. Lá dentro ele é confrontado por dois meninos - um deles é o irmão de Amber, Ryan, que acha que ela está sendo assediada. Após brigar com Ryan, Joshua foge. Após ser arrastado por um alagamento até o mar, ele anda ao longo da costa rochosa e encontra uma mansão com a porta lateral aberta. Ele explora o local até encontrar um estúdio de arte com uma pintura que está parcialmente completa (sendo copiada de uma foto) e termina-a antes de adormecer. Quando ele acorda, é levado pela polícia para os serviços infantis, onde diz ao assistente social que não sabe onde está sua mãe.
De volta à mansão, o proprietário, Everly (Alfred Molina), encontra a pintura agora terminada e fica impressionado com o trabalho do garoto. Ele decide pegar o menino pensando em explorar o seu talento artístico. Durante um benefício de arte para caridade, Joshua encontra uma senhora chamada Anne-Marie Cole (Lauren Bacall) e também conhece Ryan, o irmão de Amber. Os dois se desculpam pelo ocorrido no pátio da escola no outro dia e falam sobre Anne-Marie ser legal, mas também carregada. Naquela noite, Joshua invade a casa de Anne-Marie e começa a passar por algumas de suas coisas e dentre os objetos está uma foto de um homem. Anne-Marie descobre Joshua na sala. Ele pergunta quem é o homem na fotografia. Ela diz que é um artista chamado George e nada mais. Ela então chama Everly para vir buscá-lo. No dia seguinte, após Joshua beijar Amber na praia, ela o empurra e vai embora. Lá ele encontra um grande cão preto e devolve pessoalmente a dona, Anne-Marie. Joshua vai até a casa de Amber e pede desculpas pelo que aconteceu na praia. Sem outra opção, Everly decide assumir o risco e pede a Joshua para terminar a falsificação de um quadro. Após uma briga causada por uma crise de ciúmes na festa de Amber, Joshua acaba batendo em Ryan com uma bola de bilhar. Joshua vai para Anne-Marie onde ela pergunta se ele gostaria de morar com ela. Ele diz que vai pensar sobre isso.
De volta a Everly, Joshua confronta o sobre seu esquema de falsificação e acaba concordando com a proposta dele: Se ele fizer mais uma pintura, receberá metade do dinheiro dela - uma possibilidade de milhões. Durante uma semana, ele aprende as técnicas para as falsificações de pinturas. Quando a pintura está terminada, Joshua e Everly têm uma conversa desagradável. Joshua, tendo segundas intenções, então tira a pintura da casa e a esconde. Vanessa encontra a mãe de Joshua vivendo com seu namorado e uma criança. Ela chama serviços de proteção à criança para resgatar a criança e volta para seu escritório. Ela descobre no arquivo de Joshua que ele foi abusado por sua mãe e que Anne-Marie quer se tornar sua guardiã permanente e também como foi questionada pela polícia sob suspeita de falsificação. Joshua foge de Anne-Marie após confirmar que Everly disse que ela foi falsificadora. Após conversar com Ryan, Joshua pega uma pintura e vai para a exibição de arte. Na frente de todos, corta o retrato e expõe as falsificações de Everly. No final, Joshua concorda com o pedido de Anne-Marie e vive com ela, mantendo também um relacionamento com Amber.

## Elenco
- Josh Hutcherson como Joshua Mason
- Annie Islam como Jess
- Hayden Panettiere como Amber
- Lauren Bacall como Annemarie Sterling
- Alfred Molina como Everly Campbell
- Dina Eastwood as Vanessa Reese
- Billy Boyd como Bernie
- Adam Godley como Pinkus
- Alexandra Carl como Rachel

## Lançamento
O filme estreou mundialmente chamando-se Carmel-by-the-Sea no Arclight em Hollywood, em 9 de março de 2011. Após o título ser alterado para The Forger, foi lançado em DVD em 3 de julho de 2012 devido a uma decisão para atrasar o lançamento até depois da estreia de The Hunger Games (em que Josh Hutcherson desempenha um papel principal).